# Passo del Tonale
Le passo del Tonale est un col des Alpes italiennes situé entre le Trentin-Haut-Adige et la Lombardie. Il s'élève à 1 883 mètres d'altitude. Il relie le val di Sole dans le Trentin-Haut-Adige au val Camonica en Lombardie.

## Histoire
En 1166, l'empereur Frédéric de Hohenstaufen se rend en Italie pour mater les rebelles italiens. Quand les Guelfes de Verone ferment la cluse de Vérone, l'empereur décide de les contourner en passant par le passo del Tonale. À la fin du Moyen Âge le Tonale était un point de passage international très important. L'importance du Tonale d'autrefois est rappelé par la présence d'un hospice (1 971 m) au nord-est du col lui-même.
De 1854 à 1856 l'ancien sentier muletier est remplacé par une route moderne qui est initialement construite pour des questions principalement militaires. Avec la mise en service du col de Mendel en 1887 et du Gampenjoch en 1938, l'importance du passo del Tonale décroit.
Le col a servi de frontière entre la Lombardie à l'ouest et le Tyrol à l'est. Au cours de la guerre de Sardaigne de 1859 l'Autriche a perdu sa domination sur la Lombardie. Le col a marqué la frontière entre l'Italie et le Tyrol jusqu'à la fin de la Première Guerre mondiale lorsqu'en 1918 le Tyrol du Sud est devenu italien.

## Cyclisme

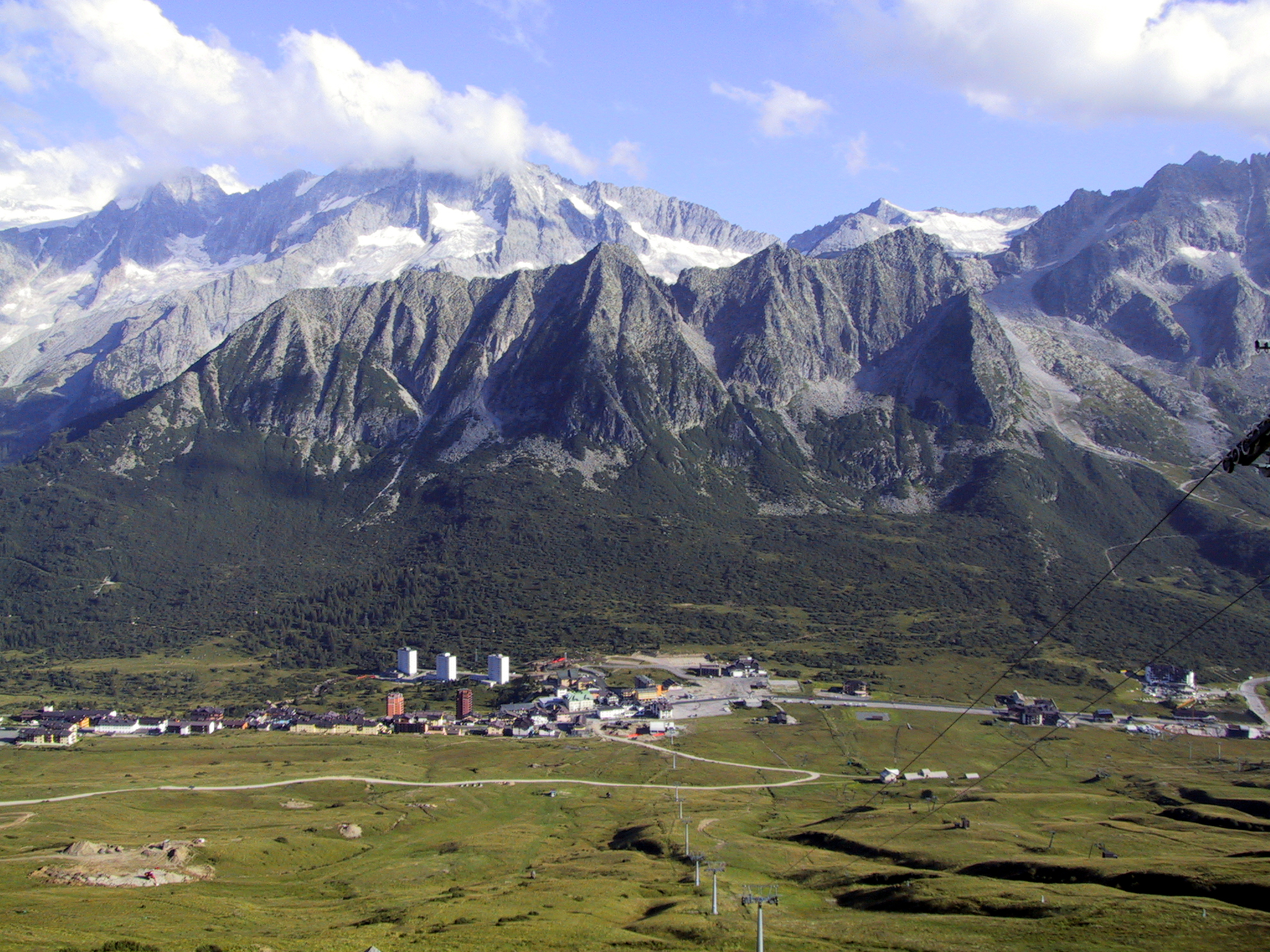
Vue sur le col.

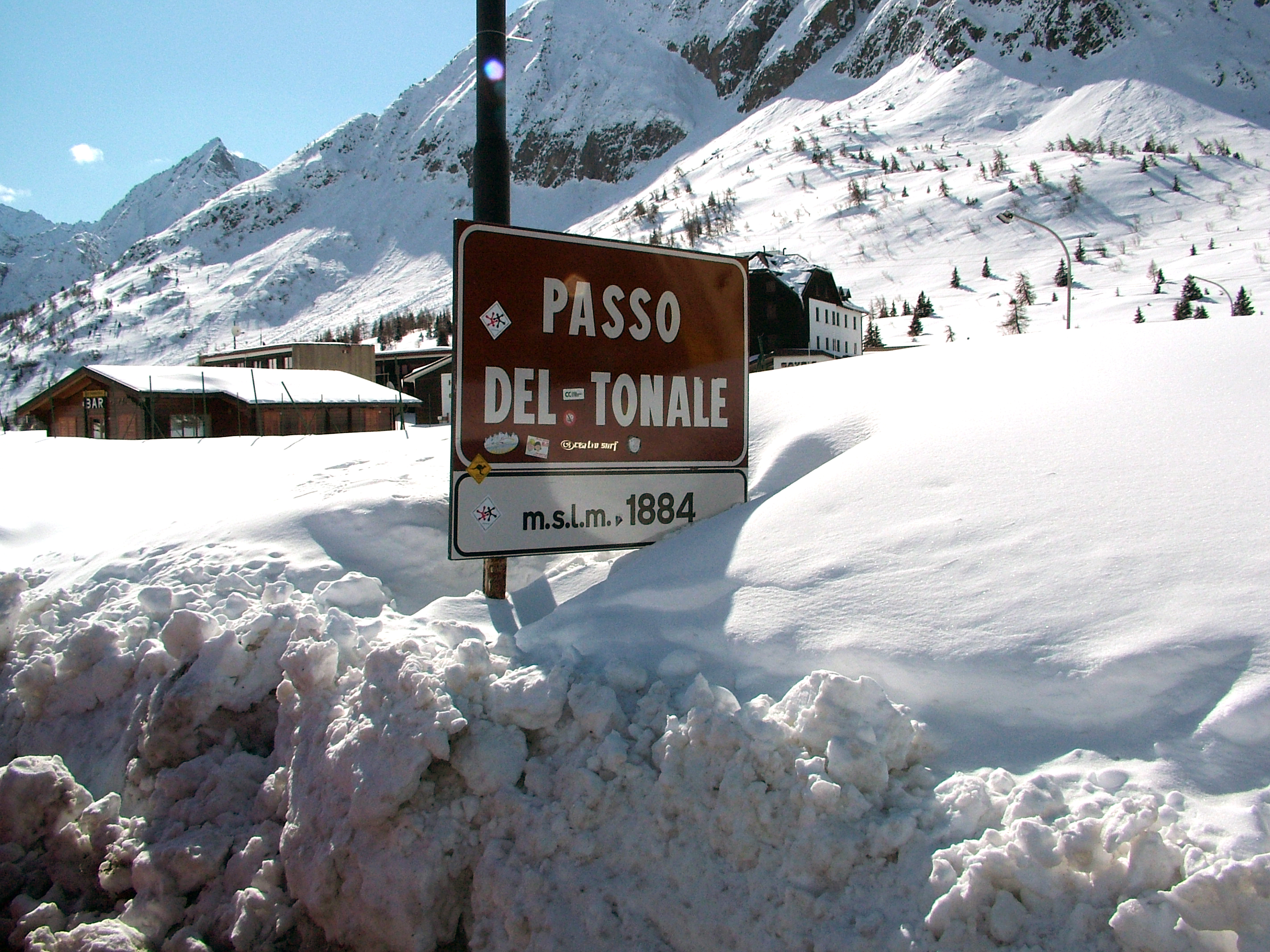
Panneau du col.

Le passo del Tonale a été gravi à plusieurs reprises depuis le Tour d'Italie depuis 1933. L'ascension ne présente pas de difficultés importantes des deux côtés : de Ponte di Legno, elle est longue de 11 km avec une pente maximale de 8,4 % ; de Fucine, elle est de 15 km avec une pente maximale de 9,2 %.
En 1939, le Tonale a été décisif pour le Giro : en raison des conditions météorologiques défavorables (neige et brouillard), le favori Gino Bartali a perdu le maillot rose en tombant en descente, donnant la victoire finale à Giovanni Valetti.  Dans l'édition 1989, le Giro devait gravir le col avec celui du Gavia, mais l'étape a été annulée en raison de la quantité de neige. Le col a été deux fois l'arrivée d'étape, en 1997 et 2010. À cette dernière occasion, l'étape a été l'un des traits décisifs de la victoire finale d'Ivan Basso.
Voici les différents passages du Giro au col : 
| Année | Étape                                       | Premier au col          | Versant gravi |
| ----- | ------------------------------------------- | ----------------------- | ------------- |
| 1933  | 17e : Bolzano > Milan                       | Alfredo Binda           | Val di Sole   |
| 1939  | 16e : Trente > Sondrio                      | Gino Bartali            | Val di Sole   |
| 1953  | 16e : San Pellegrino Terme > Riva del Garda | Gino Bartali            | Val di Sole   |
| 1954  | 21e : Bolzano > Saint-Moritz                | Vincenzo Rossello       | Val di Sole   |
| 1959  | 16e : Bolzano > San Pellegrino Terme        | Hans Junkermann         | Val di Sole   |
| 1960  | 20e : Trente > Bormio                       | Rik Van Looy            | Val di Sole   |
| 1962  | 15e : Moena > Aprica                        | Vittorio Adorni         | Val di Sole   |
| 1967  | 21e : Trente > Tirano                       | Marcello Mugnaini       | Val di Sole   |
| 1969  | 23e : Folgarida > Milan                     | Giancarlo Polidori      | Val di Sole   |
| 1971  | 19e : Falcade > Ponte di Legno              | Lino Farisato           | Val di Sole   |
| 1977  | 19e : Pinzolo > San Pellegrino Terme        | Jürgen Kraft            | Val di Sole   |
| 1978  | 18e : Mezzolombardo > Sarezzo               | Ueli Steck              | Val di Sole   |
| 1979  | 18e : Trente > Barzio                       | Bruno Vicino            | Val di Sole   |
| 1981  | 18e : Borno > Dimaro                        | Leonardo Natale         | Val Camonica  |
| 1984  | 18e : Lecco > Mérano                        | Jesús Rodríguez Magro   | Val Camonica  |
| 1990  | 17e : Moena > Aprica                        | Stefan Joho             | Val di Sole   |
| 1991  | 16e : Tirano > Selva di Val Gardena         | Roberto Pagnin          | Val Camonica  |
| 1996  | 17e : Cavalese > Aprica                     | Davide Perona           | Val di Sole   |
| 1997  | 20e : Brunico > Passo del Tonale            | José Jaime González     | Val di Sole   |
| 1999  | 21e : Madonna di Campiglio > Aprica         | Mariano Piccoli         | Val di Sole   |
| 2000  | 14e : Selva di Val Gardena > Bormio         | José Enrique Gutiérrez  | Val di Sole   |
| 2004  | 18e : Cles > Bormio                         | Fabian Wegmann          | Val di Sole   |
| 2006  | 20e : Trente > Aprica                       | Juan Manuel Gárate      | Val di Sole   |
| 2010  | 20e : Bormio > Passo del Tonale             | Johann Tschopp          | Val Camonica  |
| 2011  | 17e : Feltre > Tirano                       | Ben Gastauer            | Val di Sole   |
| 2012  | 20e : Caldes > Col du Stelvio               | Matteo Rabottini        | Val di Sole   |
| 2015  | 16e : Pinzolo > Aprica                      | Rubén Fernández Andújar | Val di Sole   |
| 2017  | 17e : Tirano > Canazei                      | Pierre Rolland          | Val Camonica  |
| 2025  | 17e : San Michele all'Adige > Bormio        | Lorenzo Fortunato       | Val di Sole   |